# Karmela
Karmela je žensko osebno ime.

## Izvor imena
Ime Karmela je različica ženskega osebnega imena Karmen.

## Pogostost imena
Po podatkih Statističnega urada Republike Slovenije je bilo na dan 31. decembra 2007 v Sloveniji število ženskih oseb z imenom Karmela: 91.

## Osebni praznik
Osebe z imenom Karmela lahko godujejo takrat kot osebe z imenom Karmen.